# Janulus pompylius
Janulus pompylius is een slakkensoort uit de familie van de Gastrodontidae. De wetenschappelijke naam van de soort is voor het eerst geldig gepubliceerd in 1852 door Shuttleworth.